# ジョーダン・197
ジョーダン・197 (Jordan 197) はジョーダン・グランプリが1997年のF1世界選手権に投入したフォーミュラ1カー。デザイナーはゲイリー・アンダーソン。

## 概要
ペリスコープ型の楕円形のインダクションポッドが特徴。ジョーダン独自の工夫が見られたサイドポンツーンは一般的なタイプに戻された。搭載3年目となるプジョーエンジンは一線級のパワーを発揮するようになり、高速コースではトップスピードの速さが目立った。
カラーリングはタイトルスポンサーであるタバコブランド，ベンソン&ヘッジスの意向により、196のエレガントなゴールドから鮮やかなイエローに変更された。この色はアイリッシュグリーンに替わるチームのイメージカラーとして定着した。
また、シンプルな配色が多いF1マシンの中では珍しい、戦闘機のノーズアート風のグラフィックが注目された。ノーズコーンを蛇の頭に見立てて、ノーズの左右に目や牙、鱗、舌が描かれた。たばこ広告が規制されているグランプリでは、ロゴの"Benson&Hedges"が"Bitten&Hisses"や"Ssssschuey"（ラルフ・シューマッハ車）、"Fisssssssi"（ジャンカルロ・フィジケラ車）に変更されるなど遊び心もあるマシンだった。

## 1997年シーズン
ドライバーはフォーミュラ・ニッポン王者の新人シューマッハ（21歳）と、前年ミナルディからデビューしたフィジケラ（24歳）を起用。2名とも経験不足が不安視され、実際にコース上で同士討ちを演じる場面もあったが、若さの勢いがチームに活気をもたらした。
シューマッハはデビュー3戦目のアルゼンチンGPで初表彰台を獲得。フィジケラも第7戦カナダGPで初表彰台に立つと、第10戦ドイツGPでは予選2位からトップを快走し、ベネトンのゲルハルト・ベルガーと高速バトルを展開した（結果的にはパンクにより11位）。
コンストラクターズランキングは前年と同じ5位だったが、表彰台3回とファステストラップ1回を記録し、翌年に向けて弾みをつけた。

## シャーシ
- シャーシ名 197
- 材質 カーボンファイバーアルミハニカム・コンポジット
- タイヤ グッドイヤー
- ギアボックス 7速セミオートマチック

## エンジン
- エンジン名 プジョー A14
- 気筒数・バンク角 V型10気筒・72度
- 燃料・潤滑油 トタル

## 成績
- 数字は順位、太字はポールポジション、斜字はファステストラップ。(key)

| 年     | No. | ドライバー               | 1   | 2   | 3   | 4   | 5   | 6   | 7   | 8   | 9   | 10  | 11  | 12  | 13  | 14  | 15  | 16  | 17  | ポイント | ランキング |
| 年     | No. | ドライバー               | AUS | BRA | ARG | SMR | MON | ESP | CAN | FRA | GBR | GER | HUN | BEL | ITA | AUT | LUX | JPN | EUR | ポイント | ランキング |
| ------ | --- | ------------------------ | --- | --- | --- | --- | --- | --- | --- | --- | --- | --- | --- | --- | --- | --- | --- | --- | --- | -------- | ---------- |
| 1997年 | 11  | ラルフ・シューマッハ     | Ret | Ret | 3   | Ret | Ret | Ret | Ret | 6   | 5   | 5   | 5   | Ret | Ret | 5   | Ret | 9   | Ret | 33       | 5位        |
| 1997年 | 12  | ジャンカルロ・フィジケラ | Ret | 8   | Ret | 4   | 6   | 9   | 3   | 9   | 7   | 11  | Ret | 2   | 4   | 4   | Ret | 7   | 11  | 33       | 5位        |